# Mustasaaret (ö i Birkaland, Övre Birkaland)
Mustasaaret är en ö i Finland. Den ligger i sjön Tarjanne och i kommunerna Mänttä-Filpula och Ruovesi och landskapet Birkaland, i den södra delen av landet, 220 km norr om huvudstaden Helsingfors. Öns area är 1,3 hektar och dess största längd är 200 meter i nord-sydlig riktning.  Notera att namnet antyder att det är fråga om flera öar.